# 鐵窗花
鐵窗花，或稱鐵花窗，是指鐵工藝打造藝術圖象的窗戶欄杆，20世紀的臺灣民房建築曾盛行此種裝飾。

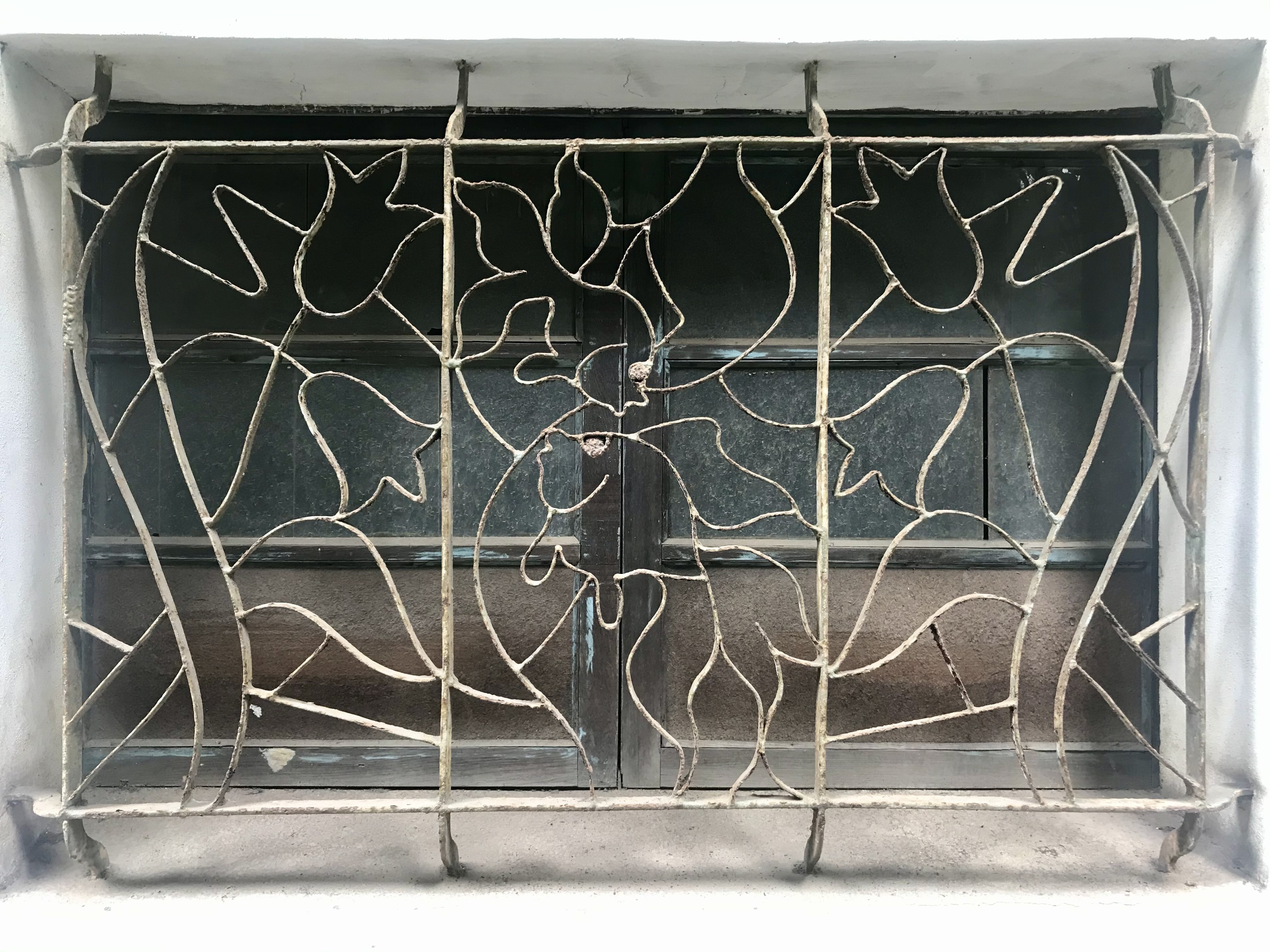
彰化市三和大旅社鐵窗花

## 基本製程
鐵窗花設計十分客製化，通常依照客人提供想法圖案，或者可交由工坊構圖打版。圖象基本以水平垂直交織而成，進階型兼具美觀裝飾，依紋飾分花卷紋、幾何紋、山水紋等。大部分是以S形為基礎延伸，再以不同的拼接手法創造圖象。在臺灣以山水紋最為常見，構圖相對簡單，如以S形條盤於半山腰上形成山嵐雲霧，置於山坡下方則為河流，所需鐵材較少，兩條凹折線即構成一幅山河雲水，不僅省工時，也降低材料費用。
材料使用碳鋼的原因，是其軟質地和可塑性更讓鐵工師傅得以彎折、鍛造。製成圖象的工序分為裁切、劃分間隔、鑽孔、扭折、打鉚釘與組裝這六階段。早期礙於焊接工具缺乏，師傅會盡量以扭折加上鉚釘，取代用機器焊接。最困難的扭折作花，往往得兩、三人默契合作方能完成。且扭折需要精密計算鐵條長度，因此這階段是鐵工較易被困住的地方。有的工法會將把鐵條尾端磨細，讓鐵呈現髮絲或眉毛樣子。組裝完成後，在依據客人需求漆上不同的油漆，也有的以泡鹽水造鏽蝕效果以仿舊。

## 在臺歷史

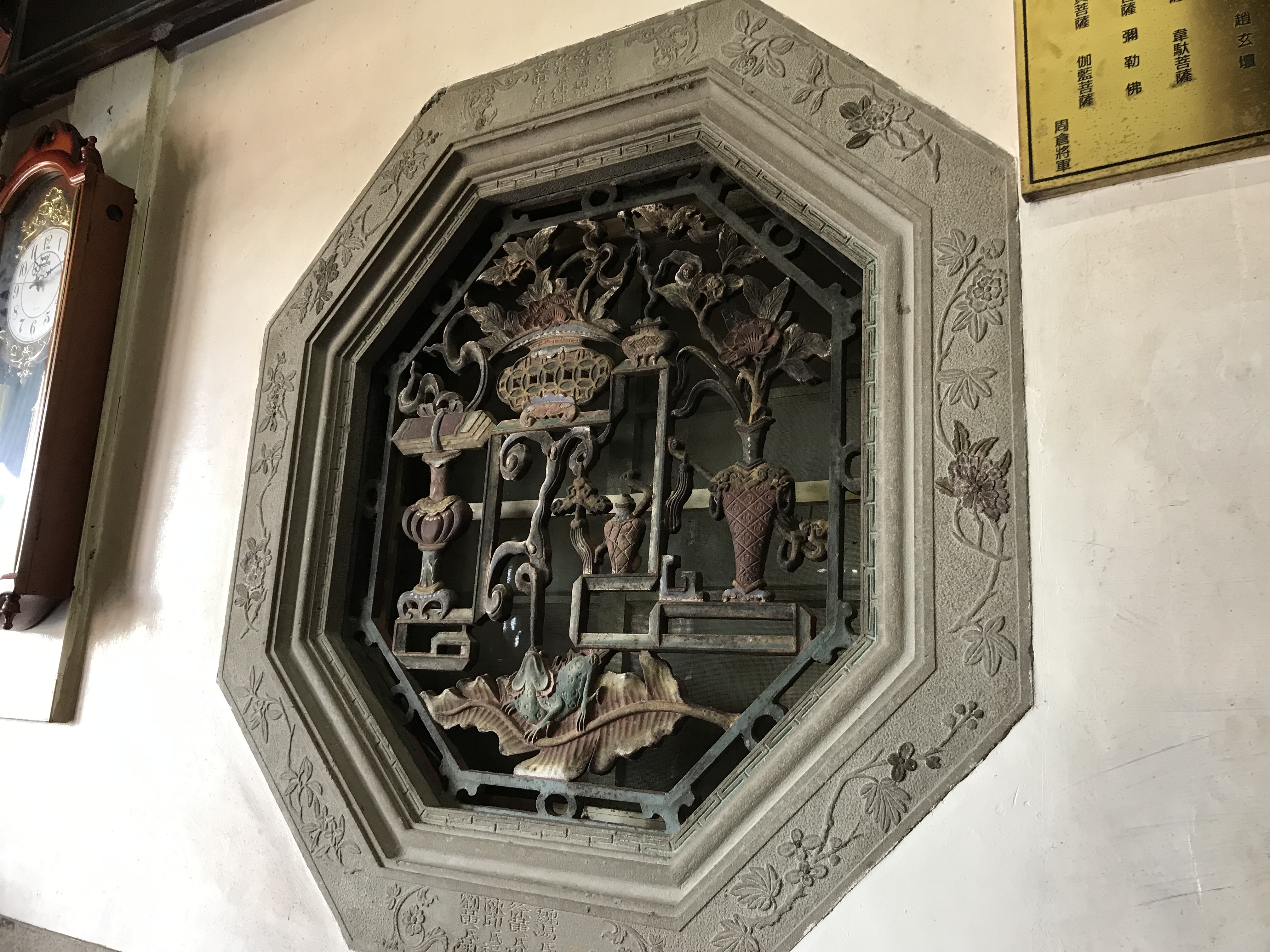
獅頭山勸化堂鑄鐵花窗

1920年代，鐵窗隨著西洋現代建築流傳到臺灣，由於早期房屋的防盜需求，鐵窗開始在臺灣盛行。臺灣人逐漸發展出工法繁複細緻、創造出多種融合中西、擁有獨特台式美學的鐵窗裝飾，遂稱為「鐵窗花」。如1930年代，獅頭山勸化堂鑄鐵花窗「劉海戲金蟾」，其藝術性就為學界所稱道。
1950到1970年代臺灣經濟起飛，這種兼具防盜功能與美感的鐵窗花，對當時的鐵工匠來說，如一張名片，能透過特殊的圖案招攬生意，再加上當年製作成本不高，秤重計價，漸漸成為當時臺灣住宅的常見要素。像是雲林縣土庫鎮老街在1960年代建築立面以鐵窗花為裝飾，多數為鐵工師傅林鈴通的工坊所作，而他全盛時期旗下有十多位員工。
1980年代後，因建築需求大增，師傅為滿足大量訂單，多半改為簡單的樣式。同時不鏽鋼窗、鋁窗興起。因不鏽鋼硬度較高，鐵工匠通常不會手工凹折，轉而用機器裁切成固定的尺寸再加以組合，自此臺灣開始出現大量監獄風格的不鏽鋼窗。手工的鐵花窗花在臺灣逐漸失去市場。
2013年起，辛永勝、楊朝景組成的老屋顏工作室自臺南開始走訪全臺灣各地的老屋，透過影像和文字，讓鐵窗花重新在臺灣被關注。介紹鐵窗花的《老屋顏與鐵窗花》書籍，也獲得蔡英文任總統時推薦。也有商人會趁拆除舊房子時，收購鐵窗花，再以高價售出。
鐵工師傅曾文昌則開設了部落格，介紹他所做的鐵窗花。雲林縣口湖鄉的社區營造計畫，找來曾文昌團隊與芃芓藝術工作室，為梧北社區製作訴說十個在地故事的十三面鐵花窗，因此一炮而紅。

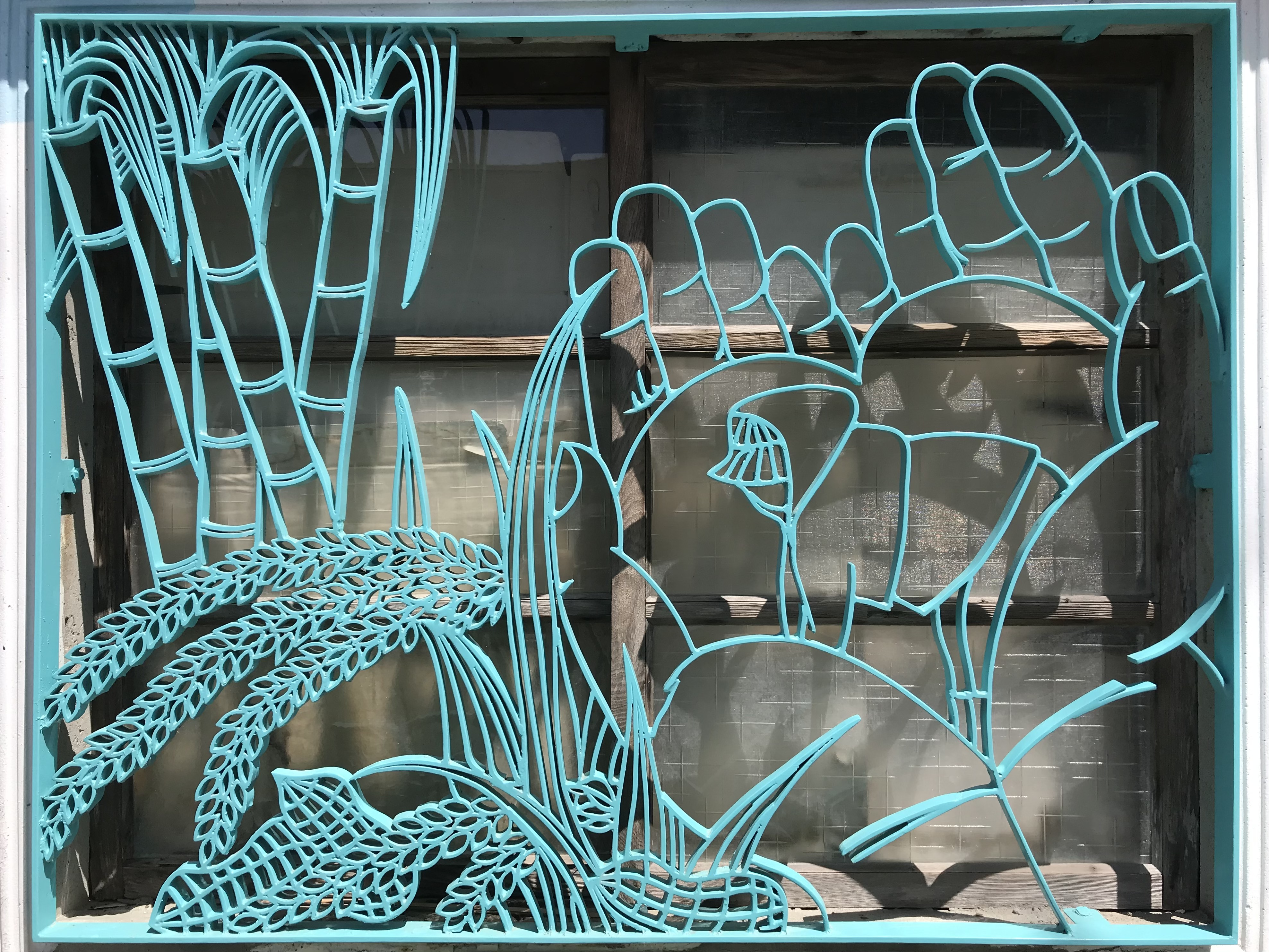
梧北村阿嬤柑仔店鐵花窗

鐵窗花也以不同形式作為文創，如圖樣製成明信片、杯墊、胸章、布包、桌旗、筆記本布套等小物。2020年夏季奧林匹克運動會時，由服裝設計師周裕穎所設計的中華臺北隊開、閉幕服裝，就用鐵窗花為發想，有以代表中華奧會的梅花造型的鐵窗花圖紋。